# Tena (ort i Colombia)
Tena är en ort i Colombia.   Den ligger i departementet Cundinamarca, i den centrala delen av landet, 30 km väster om huvudstaden Bogotá. Tena ligger 1 430 meter över havet och antalet invånare är 696. Runt Tena är det ganska tätbefolkat, med 104 invånare per kvadratkilometer. Närmaste större samhälle är Facatativá, 17,6 km norr om Tena.

## Geografi
Terrängen runt Tena är bergig åt sydost, men åt nordväst är den kuperad. I omgivningarna runt Tena växer i huvudsak städsegrön lövskog.